# Elaeocarpus blepharoceras
Elaeocarpus blepharoceras är en tvåhjärtbladig växtart som beskrevs av Schlechter. Elaeocarpus blepharoceras ingår i släktet Elaeocarpus och familjen Elaeocarpaceae. Inga underarter finns listade i Catalogue of Life.